# 캐롤 (영화)
《캐롤》(Carol)은 2015년에 공개된 영국과 미국 합작 로맨틱 드라마 영화이다. 토드 헤인스가 감독, 필리스 나지가 각본을 맡았으며 퍼트리샤 하이스미스의 1952년 출간된 소설 《소금의 값》을 원작으로 한다. 케이트 블란쳇, 루니 마라, 세라 폴슨, 카일 챈들러 등이 출연하였다. 영화는 1952년 뉴욕을 배경으로, 사진가를 꿈꾸는 백화점 점원 테레즈와 이혼 소송 중인 연상의 여성의 관계를 그린다.
주요 촬영은 2014년 3월 오하이오주 신시내티에서 시작되었으며, 34일간 진행되었다. 영화는 슈퍼 16밀리로 촬영되었다. 2015년 칸 영화제 황금종려상 후보에 올랐으며, 루니 마라가 여자배우상을 공동수상하였다. 2015년 11월 20일 미국에서 제한적으로 개봉되었으며, 2015년 11월 27일 영국에서 개봉되었다. 대한민국에는 2016년 2월 4일 개봉되었다.

## 줄거리
1952년 크리스마스 시즌, 사진작가를 꿈꾸는 테레즈 벨리벳은 맨해튼의 프랑켄버그 백화점에서 일하고 있다. 그는 딸 린디를 위한 인형을 찾고 있는 매혹적인 여성 캐롤 에어드를 만난다. 테레즈의 추천으로 캐롤은 대신 모형 기차 세트를 구매한다. 캐롤이 떠날 때 계산대에 장갑을 두고 간다. 테레즈는 프랑켄버그의 영수증에 적힌 캐롤의 이름과 주소를 보고 장갑을 보내준다.
테레즈의 남자친구 리처드는 그와 함께 프랑스에 가기를 원하며 결혼을 바라지만, 테레즈는 그들의 관계에 대해 양가적인 감정을 느낀다. 공통의 친구인 대니는 테레즈를 자신의 직장인 《뉴욕 타임스》로 초대하고 사진 편집자인 친구를 소개해주겠다고 제안한다. 한편 캐롤은 남편 하지와의 힘든 이혼 과정을 겪고 있다. 캐롤은 장갑을 돌려준 점원에게 감사 인사를 하고자 프랑켄버그에 전화를 걸어 테레즈를 점심 식사에 초대한다. 테레즈는 대니를 방문하고 대니가 키스를 하지만, 불편함을 느끼고 자리를 떠난다.
캐롤은 테레즈를 뉴저지의 자신의 집으로 초대한다. 캐롤이 크리스마스트리를 사러 들르자 테레즈는 그의 자연스러운 모습을 사진에 담는다. 하지가 크리스마스를 보내기 위해 린디를 플로리다로 데려가려고 예고 없이 도착한다. 캐롤이 전에 친구 애비와 관계를 가진 적이 있었기에, 하지는 테레즈를 의심스럽게 바라본다. 테레즈는 그들의 말다툼을 목격한다. 린디가 떠난 후, 괴로워하는 캐롤은 테레즈를 기차역으로 데려가 집으로 돌려보낸다.
캐롤은 테레즈에게 사과 전화를 걸고 그의 아파트에서 만난다. 이때 캐롤은 캐논 카메라와 필름이 들어있는 가방을 깜짝 선물로 준다. 캐롤은 하지가 판사에게 "도덕 조항"을 청원하여 그의 동성애를 폭로하고 린디의 양육권을 완전히 가져가려 한다는 사실을 알게 된다. 캐롤은 이혼 소송의 스트레스를 피해 도로 여행을 떠나기로 결심하고 테레즈에게 동행을 제안한다. 리처드는 테레즈가 캐롤에게 빠져있다며 비난하고 캐롤이 곧 테레즈에게 싫증을 낼 것이라고 예측한다. 둘은 다투게 되고 관계는 끝이 난다. 여행 둘째 날 밤, 테레즈는 외판원 토미 터커를 만난다.
새해 전야에 캐롤과 테레즈는 처음으로 키스를 하고 관계를 맺는다. 다음 날 아침, 그들은 터커가 사실은 하지가 캐롤의 증거를 수집하기 위해 고용한 사설탐정이라는 사실을 알게 된다. 캐롤은 터커를 총으로 위협하며 대면하지만, 터커는 이미 녹음 테이프를 하지에게 보냈다고 주장한다. 캐롤과 테레즈는 되돌아가기로 한다. 다음 날, 시카고에서 테레즈는 캐롤이 딸의 양육권을 위해 집으로 돌아갔으며 애비에게 테레즈를 집까지 데려다 달라고 부탁했다는 것을 알게 된다. 애비는 테레즈에게 캐롤이 남긴 편지를 전해준다. 집으로 돌아온 테레즈는 캐롤에게 전화를 걸지만, 캐롤은 테레즈와의 관계를 이어간다면 린디의 양육권을 잃을 위험이 있다는 것을 알기에 전화를 끊는다.
테레즈는 자신의 사진 포트폴리오를 만들어 《뉴욕 타임스》에 취직한다. 한편 캐롤은 이혼 합의의 조건으로 정신과 치료를 받고 있었다. 4월 중순, 이혼 변호사들과의 대립적인 만남에서 캐롤은 갑자기 녹음 테이프의 내용이 사실임을 인정하고 자신의 성정체성을 부정하기를 거부한다. 법정 소송과 공개적 스캔들의 가능성을 피하기 위해, 캐롤은 하지에게 정기적인 방문을 허락한다면 린디의 양육권을 가질 수 있다고 말한다.
캐롤은 테레즈에게 편지를 쓰고, 두 사람은 리츠 타워 호텔 라운지에서 만난다. 캐롤은 가구점에서 일하게 되었으며 매디슨 애비뉴에 아파트를 얻었다고 말한다. 테레즈는 캐롤과 함께 살자는 제안을 거절한다. 캐롤은 테레즈에게 오크 룸에서 동료들과 만날 예정이며, 마음이 바뀐다면 함께 저녁을 먹자고 말한다. 테레즈가 아무 말도 하지 않자 캐롤은 "사랑해"라고 말한다. 그때 몇 달 동안 테레즈를 보지 못했던 동료 잭이 와서 대화가 중단되고, 캐롤은 자리를 떠난다.
테레즈는 잭의 차를 타고 파티에 가지만 그 누구와도 교감할 수 없음을 느낀다. 그는 오크 룸으로 향한다. 식사하는 사람들을 둘러보다가 테레즈는 한 테이블에 앉아있는 캐롤을 발견한다. 테레즈는 잠시 망설이다가 캐롤을 향해 걸어간다. 두 사람의 시선이 마주친다. 캐롤은 테레즈를 바라보며 천천히 미소를 짓는다.

## 출연
- 케이트 블란쳇 - 캐롤 에어드
- 루니 마라 - 테레즈 벨리벳
- 세라 폴슨 - 애비 게르하르트
- 카일 챈들러 - 하지 에어드
- 제이크 레이시 - 리차드 셈코
- 코리 마이클 스미스 - 토미 터커
- 존 마가로 - 대니 맥엘로이
- 캐리 브라운스타인 - 제네비브 캔트렐

## 공개

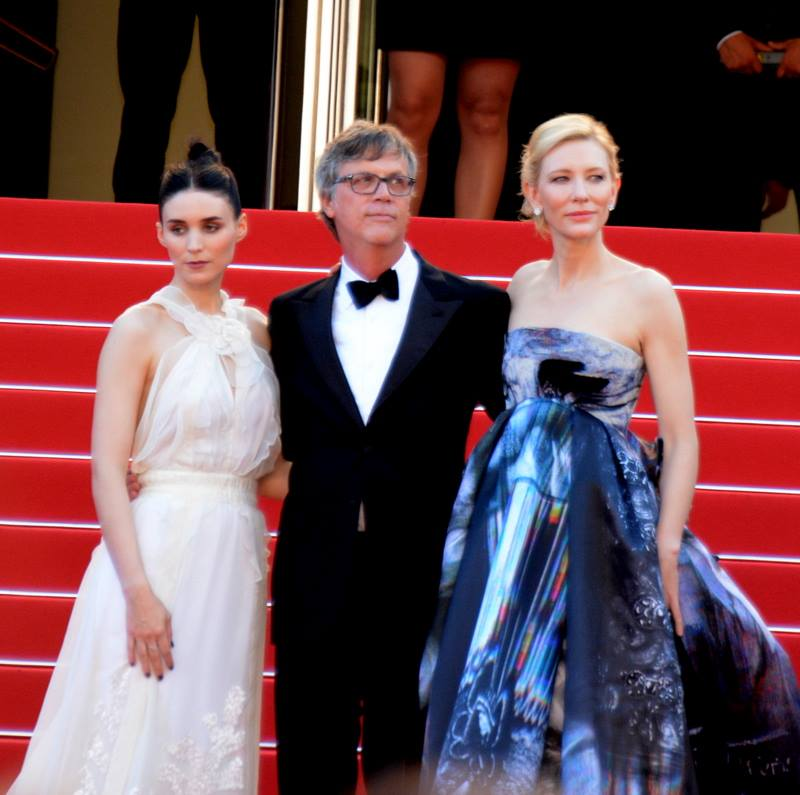
2015년 칸 영화제에 참석한 루니 마라, 토드 헤인스, 케이트 블란쳇

2013년 5월, 영화의 미국 배급권을 와인스타인 컴퍼니가 획득하였다. 필름4는 《캐롤》의 첫 공식 사진을 2014년 5월 《런던 이브닝 스탠더드》를 통하여 공개하였다. 영화는 2014년 말 완성되었으나 영화제 출품을 위해 2015년까지 공개되지 않았다. 영화의 두 번째 사진이 2015년 1월 공개되었으며, 영화의 첫 포스터는 2015년 9월에 공개되었다.

## 평가

### 흥행
2016년 2월 5일 기준으로 《캐롤》은 북아메리카에서 1165만 달러, 그 외 국가에서 1543만 달러 총 2708만 달러의 수익을 기록하였다.

### 수상 및 후보
| 수상 목록     | 수상 목록                              | 수상 목록                              | 수상 목록 | 수상 목록 |
| 상 / 영화제   | 부문                                   | 후보                                   | 결과      | 참고      |
| ------------- | -------------------------------------- | -------------------------------------- | --------- | --------- |
| 아카데미상    | 여우주연상                             | 케이트 블란쳇                          | 후보      | [ 7 ]     |
| 아카데미상    | 여우조연상                             | 루니 마라                              | 후보      | [ 7 ]     |
| 아카데미상    | 촬영상                                 | 에드워드 래크먼                        | 후보      | [ 7 ]     |
| 아카데미상    | 각색상                                 | 필리스 나지                            | 후보      | [ 7 ]     |
| 아카데미상    | 음악상                                 | 카터 버웰                              | 후보      | [ 7 ]     |
| 아카데미상    | 의상상                                 | 샌디 파웰                              | 후보      | [ 7 ]     |
| 칸 영화제     | 황금종려상                             | 토드 헤인스                            | 후보      | [ 8 ]     |
| 칸 영화제     | 여자배우상                             | 루니 마라 (에마뉘엘 베르코와 공동수상) | 수상      | [ 8 ]     |
| 칸 영화제     | 퀴어종려상                             | 《캐롤》                               | 수상      | [ 8 ]     |
| 골든 글로브상 | 영화 작품상 - 드라마 부문              | 《캐롤》                               | 후보      | [ 9 ]     |
| 골든 글로브상 | 감독상                                 | 토드 헤인스                            | 후보      | [ 9 ]     |
| 골든 글로브상 | 영화 연기상 (드라마 부문) - 여우주연상 | 케이트 블란쳇                          | 후보      | [ 9 ]     |
| 골든 글로브상 | 영화 연기상 (드라마 부문) - 여우주연상 | 루니 마라                              | 후보      | [ 9 ]     |
| 골든 글로브상 | 작곡상                                 | 카터 버웰                              | 후보      | [ 9 ]     |

## 같이 보기
- 크리스마스 영화 목록
- 역대 최고의 영화 목록